# Zwemmen op de Middellandse Zeespelen 1951
Zwemmen is een van de sporten die beoefend werden tijdens de Middellandse Zeespelen 1951 in Alexandrië, Egypte. Er waren zeven onderdelen, alle voor mannen.

## Uitslagen
| Event                | Goud           | Goud    | Zilver          | Zilver  | Brons            | Brons   |
| -------------------- | -------------- | ------- | --------------- | ------- | ---------------- | ------- |
| 100 m vrije slag     | Alexandre Jany | 58,9    | Carlo Pedersoli | 59,7    | Jean Boiteux     | 1.00,0  |
| 400 m vrije slag     | Jean Boiteux   | 4.47,5  | Joseph Bernardo | 4.53,3  | Enrique Granados | 4.57,0  |
| 1500 m vrije slag    | Jean Boiteux   | 19.32,9 | Joseph Bernardo | 19.40,3 | Enrique Granados | 19.59,5 |
| 100 m rugslag        | Gilbert Bozon  | 1.07,2  | Egidio Massaria | 1.11,3  | Angelo Romani    | 1.12,0  |
| 200 m schoolslag     | Maurice Lusien | 2.41,9  | Jesús Dominguez | 2.43,7  | Giorgio Grilz    | 2.48,0  |
| 4 x 200 m vrije slag | Frankrijk      | 9.05,2  | Spanje          | 9.16,3  | Egypte           | 9.23,8  |
| 3 x 100 m wisselslag | Frankrijk      | 3.17,2  | Italië          | 3.23,0  | Spanje           | 3.23,9  |

## Medaillespiegel
| Plaats | Land      | Goud | Zilver | Brons | Totaal |
| 1      | Frankrijk | 7    | 2      | 1     | 10     |
| 2      | Italië    | 0    | 3      | 2     | 5      |
| 3      | Spanje    | 0    | 2      | 3     | 5      |
| 4      | Egypte    | 0    | 0      | 1     | 1      |
| Totaal | Totaal    | 7    | 7      | 7     | 21     |

1951 · 1955 · 1959 · 1963 · 1967 · 1971 · 1975 · 1979 · 1983 · 1987 · 1991 · 1993 · 1997 · 2001 · 2005 · 2009 · 2013 · 2018 · 2022
Atletiek · Basketbal · Boksen · Gewichtheffen · Gymnastiek · Roeien · Schermen · Schietsport · Voetbal · Worstelen · Zwemmen